# Corriente de desplazamiento

Ejemplo mostrando dos superficies S_{1} y S_{2} que comparten la misma delimitación de contorno ∂S. Sin embargo, S_{1} es atravesado por una corriente de conducción, mientras que S_{2} es atravesada por una corriente de desplazamiento.

Una corriente de desplazamiento es una cantidad que está relacionada con un campo eléctrico que varía en el tiempo. Esto puede ocurrir en el vacío o en un dieléctrico donde existe el campo eléctrico. No es una corriente en un sentido estricto, que ocurre cuando una carga se encuentra en movimiento o cuando la carga se transporta de un sitio a otro. Sin embargo, tiene las unidades de corriente eléctrica y tiene asociado un campo magnético. 
La corriente de desplazamiento fue postulada en 1865 por James Clerk Maxwell cuando formulaba lo que ahora se denominan ecuaciones de Maxwell. Matemáticamente se define como la variación temporal del flujo de campo eléctrico a través de una superficie:
```
   

  

    

      

        

          
I

          

            
D

          

        

        
=

        

          
ε

          

            
0

          

        

        

          

            

              
d

              

                
Φ

                

                  
E

                

              

            

            

              
d

              
t

            

          

        

      

    

    
{\displaystyle I_{D}=\varepsilon _{0}{\frac {d\Phi _{E}}{dt}}}

  

```

Este concepto surge de la mente de Maxwell tras observar una inconsistencia en la ley de Ampère la cual habla del campo magnético que genera una corriente. Podemos aplicar la ley sobre cualquier superficie imaginaria y nos dice que la cantidad de circulación del campo magnético sobre el contorno de la superficie va a ser igual al flujo del vector j, que es la cantidad de corriente por unidad de área con dirección igual a la misma, sobre la superficie. He aquí la ley: 

{\displaystyle \oint _{\partial S}{\boldsymbol {B}}\cdot d{\boldsymbol {\ell }}=\mu _{0}\int _{S}({\boldsymbol {J}})\cdot d{\boldsymbol {S}}\,}

Como se mencionó anteriormente, la ley se puede aplicar a cualquier superficie así que podemos imaginar introducir una placa de un condensador siendo cargado dentro de un globo imaginario y aplicar la ley sobre esta superficie globo. El contorno es la boquilla sobre la cual debe haber un campo magnético pero sobre la superficie no pasa ninguna corriente pues entre las placa de un capacitor no pasa ningún electrón. Maxwell razonó que la clave se encontraba en que entre las placas el campo eléctrico estaba variando con el tiempo. Fue tan sencillo como derivar una ecuación aunque por su puesto se inspiró en el comportamiento del circuito mismo y en la resolución de la ecuación diferencial que surge después de analizar la energía del sistema.
Combinando estas formulaciones, el campo magnético se corresponde a la forma integral de la ley de Ampère con una elección arbitraria del contorno proporcionado el término de la densidad de corriente de desplazamiento (la ecuación de Ampère-Maxwell):

{\displaystyle \oint _{\partial S}{\boldsymbol {B}}\cdot d{\boldsymbol {\ell }}=\mu _{0}\int _{S}({\boldsymbol {J}}+\epsilon _{0}{\frac {\partial {\boldsymbol {E}}}{\partial t}})\cdot d{\boldsymbol {S}}\,}

Aquí, la expresión en términos del campo de desplazamiento {\displaystyle {\vec {D}}} es más general, ya que la permitividad {\displaystyle \epsilon } del resultado de la derecha supone que el medio es no dispersivo.
Esta postulación resultó no ser simplemente un truco matemático para forzar a una ley a funcionar sino que tiempo después fue comprobado que los campos eléctricos que varían con el tiempo generan un campo magnético. Maxwell notó entonces que el campo magnético fluctuante genera uno eléctrico y éste vuelve a generar otro más pequeño campo magnético así que buscó la manera de despejar de cierta forma una ecuación para el resultado final y lo que encontró fueron dos ecuaciones de onda cuya velocidad estaba dada en función de las constantes electromagnéticas; había predicho la existencia de ondas electromagnéticas y la velocidad coincidía con la que se había medido que tenía la luz. Este fue un gran paso para la física.